# Silice colloidale
La silice colloidale è un composto chimico polimerico, a peso molecolare variabile, costituito da unità di silice SiO2 unite fra loro. Come suggerisce il nome stesso, la struttura molecolare comporta al prodotto proprietà colloidali che, unite alle proprietà chimiche della superficie molecolare, alla variabilità del peso molecolare, e al costo molto basso, rendono la silice colloidale uno dei polimeri più versatili a uso industriale e civile. Il composto, quando utilizzato per le sue proprietà adsorbenti ed essiccanti, prende generalmente il nome di Gel di silice.

## Struttura molecolare
Le unità terminali della molecola sono gruppi idrossilici -OH. Questo rende la silice colloidale molto idrofila e in grado di formare numerosi ponti idrogeno.

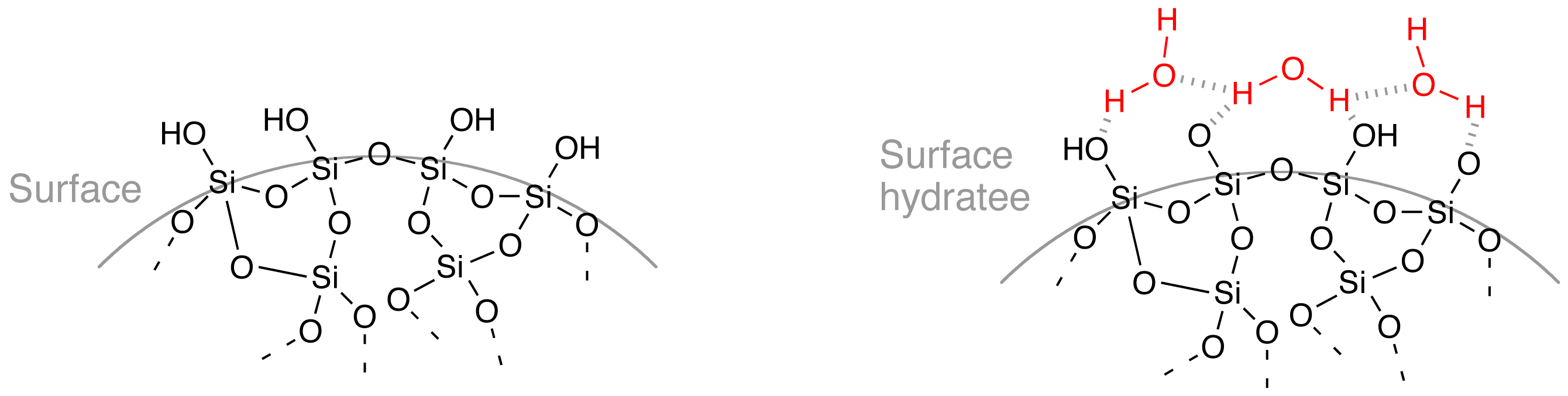
Superficie a livello molecolare della silice colloidale

## Sintesi
La silice colloidale viene più semplicemente sintetizzata per polimerizzazione dall'acido silicico in ambiente acido. La reazione di polimerizzazione è controllata controllando il pH.

## Usi
- Negli adesivi e negli stucchi: la silice colloidale è un agente che si utilizza per controllare la tissotropicità o le caratteristiche di drenaggio. Viene anche usata con le microfibre vegetali per produrre un adesivo strutturale, particolarmente indicato per l'incollaggio di materiali non assorbenti. L'aggiunta di silice colloidale ha l'effetto di incrementare la durezza della miscela; per questa ragione la silice colloidale è solitamente aggiunta in quantità minime, a meno che per esempio non si voglia creare un bordo ad alta resistenza all'usura.
- Nella composizione di alcuni farmaci in compresse.
- Nella flocculazione di solidi dispersi in ambienti acquosi: La struttura colloidale, unita all'alta assorbenza ed al bassissimo peso specifico, rendono la silice colloidale un mezzo economicamente efficace nella flocculazione di particolati come limo, fibre cellulosiche, cariche minerali leggere.

## Analisi
L'analisi qualitativa e quantitativa della silice colloidale è spesso associata all'analisi della silice come SiO2 e del silicio come elemento. In alcuni casi si possono apportare modifiche al protocollo d'analisi per eliminare o ridurre eventuali interferenze o anomalie.
- Analisi colorimetriche: per la determinazione colorimetrica attraverso la formazione del complesso con molibdato di ammonio, si preferisce pretrattare la soluzione del campione con bicarbonato di sodio e successivamente con acido solforico.

L'analisi delle dimensioni delle particelle e/o del peso molecolare della silice colloidale in fase solida, può essere eseguita con tecniche di scattering. In fase liquida può applicarsi in taluni casi la tecnica di scattering anche con l'utilizzo di raggi x a basso angolo. Oltre alle tecniche summenzionate esistono tecniche cromatografiche in fase gel, sviluppate solo a livello accademico.